# Ecuația vitezei de reacție
Ecuația vitezei de reacție sau ecuația cinetică pentru o reacție chimică n A + m B → C + D, este o expresie matematică folosită în cinetica chimică pentru a lega viteza de reacție de concentrațiea fiecărui reactant. E de forma:
{\displaystyle \,r=k(T)[A]^{n'}[B]^{m'}}
unde k(T) e coeficientul vitezei de reacție sau constantă de viteză, deși nu este efectiv o constantă deoarece include toți factorii (variabilele) care influențează viteza reacției, exceptând concentrația, care apare explicit. Dintre toate variabilele enumerate, temperatura este de obicei cel mai important.
Exponenții n{\displaystyle '} și m{\displaystyle '} se numesc ordine de reacție și depind de mecanismul de reacție.
Stoichiometria, molecularitatea și ordinul de reacție coincid în mod necesar numai în reacții elementare, adică, acele reacții care au loc într-o singură etapă. Ecuația reacției pentru reacții elementare coincide cu procesul la nivel molecular, i.e. n molecule de tip A se ciocnesc cu m molecule de tip B (n plus m e molecularitatea).
Pentru gaze ecuația cinetică poate fi exprimată și în funcție de presiune folosind de exemplu legea gazului ideal.
Prin combinarea ecuației de viteză cu un bilanț de masă pentru sistemul (incinta) unde are loc reacția, se poate deduce o expresie pentru viteza de schimbare a concentrației. Pentru un sistem închis de volum constant o astfel de expresie poate fi de forma
{\displaystyle {\frac {d[C]}{dt}}=k(T)[A]^{n'}[B]^{m'}}

## Expresie cantitativă
Pentru o reacție chimică de forma
{\displaystyle \mathrm {aA+bB\rightarrow pP+qQ} }
unde {\displaystyle \scriptstyle a},  {\displaystyle \scriptstyle b},  {\displaystyle \scriptstyle p},  {\displaystyle \scriptstyle q} sunt coeficienti stoichiometrici
iar  {\displaystyle \scriptstyle A},  {\displaystyle \scriptstyle B},  {\displaystyle \scriptstyle P},  {\displaystyle \scriptstyle Q} substanțele participante  la reacție
{\displaystyle \scriptstyle A},  {\displaystyle \scriptstyle B} fiind reactanți iar  {\displaystyle \scriptstyle P},  {\displaystyle \scriptstyle Q} produși de reacție.
Viteza de reacție raportată la volumul incintei închise sau mediului unde se desfășoară reacția
se definește ca și cât de diferențe (intervale) dintre numărul de moli/cantitatea reacționați într-un interval de timp și intervalul respectiv de timp. Catul de intervale se împarte la volumul V al incintei închise sau al soluției de desfășurare a reacției și la coeficientul stoichiometric al participantului la reacție.
Intervalul de timp se notează cu dt și e un interval de timp foarte mic sau în vecinătatea lui zero. ( de exemplu 5 secunde, 10 secunde etc)
Variația numărului de moli a unui participant la reacție corespunzătoare intervalului de timp dt se notează dn.
Viteza de reacție este deci cu notațiile anterioare, de exemplu față de reactantul A:
{\displaystyle \mathrm {v} (A)={\frac {1}{V}}{\frac {dn}{dt}}}